# Podstawkorożek zbożowy
Podstawkorożek zbożowy (Ceratobasidium cereale D.I. Murray & Burpee) – gatunek grzybów z typu podstawczaków (Basidiomycota). Grzyb mikroskopijny, który u zbóż wywołuje ostrą plamistość oczkową. Choroba ta występuje w Polsce.

## Systematyka i nazewnictwo
Pozycja w klasyfikacji według Index Fungorum: Ceratobasidium, Ceratobasidiaceae, Cantharellales, Incertae sedis, Agaricomycetes, Agaricomycotina, Basidiomycota, Fungi.
Po raz pierwszy opisali go w 1977 r. D.I. Murray i L.L Burpee na liściach pszenicy zwyczajnej, nadając mu nazwę Rhizoctonia ceralis. Wówczas znany był tylko jako anamorfa. W 1984 r. ci sami mykolodzy wyizolowali także teleomorfę, której nadali nazwę Ceratobasidium cereale. Synonimy:
- Ceratorhiza cerealis (E.P. Hoeven) R.T. Moore 1987
- Rhizoctonia cerealis E.P. Hoeven 1977[3].

Nazwę polską zaproponował Władysław Wojewoda w 2003 r.